# Geelkapbaardvogel
De geelkapbaardvogel (Psilopogon henricii synoniem: Megalaima henricii) is een Aziatische soort baardvogel die voorkomt in de Indische Archipel. De vogel werd in 1831 door Coenraad Jacob Temminck beschreven en als (uitgebreid geformuleerd) eerbetoon vernoemd naar de van oorsprong Oostenrijkse militair Henri Albert Henrici die als cartograaf in Nederlands-Indië werkzaam was.

## Beschrijving
De geelkapbaardvogel is 21 cm lang en net als de andere baardvogels vrij plomp van bouw en overwegend groen gekleurd. Hij heeft een forse, donker gekleurde snavel met borstels aan de basis van de snavel. De geelkapbaardvogel heeft een geel gekleurd voorhoofd, is verder blauw op de kruin en blauw op de keel en heeft band van rode vlekken over de hals.

## Verspreiding en leefgebied
De geelkapbaardvogel komt voor op het schiereiland Malakka, Sumatra en Borneo. Het is een standvogel van verschillende typen heuvellandbos tot op een hoogte van 900 tot 1220 m boven de zeespiegel, maar ook in secondair bos, moerasbos en soms cacaoplantages. Op Borneo is het een zustersoort van de goudnekbaardvogel, die de geelkapbaardvogel vervangt in bergbossen boven de 900 m.
De soort telt 2 ondersoorten:
- M. h. henricii: centraal en zuidelijk Malakka en Sumatra.
- M. h. brachyrhynchus: Borneo.

## Status
De grootte van de populatie is niet gekwantificeerd. De geelkapbaardvogel gaat in aantal achteruit als gevolg van ontbossingen die het gevolg zijn van omzetting in land voor agrarisch gebruik, illegale kap en bosbranden. Om deze reden staat deze baardvogel als gevoelig op de Rode Lijst van de IUCN.